# Église Saint-Pierre de Visseiche
Pour les articles homonymes, voir Église Saint-Pierre.
L'église Saint-Pierre est une église catholique située à Visseiche, en France.

## Localisation
L'église est située dans le département français d'Ille-et-Vilaine, sur la commune de Visseiche, au bourg. Plantée autrefois au milieu du cimetière, elle occupe une parcelle de forme triangulaire, légèrement inclinée vers l'orient, limitée à l'ouest par la rue Sipa, au nord par la place de l'église et au sud par la rue de la Corbinais. Le placître méridional, précédé à l'angle sud-ouest par une croix de mission, est ombragé d'un araucaria et d'un petit bosquet.  

## Historique
Une première église est édifiée à l’époque romane dont il subsiste le mur sud de la nef. C’est un édifice à nef unique terminé par un chœur dont on ignore le plan. En 1537, le chœur est rebâti, désormais plus élevé que la nef. On reconstruit la façade ouest en 1543. 
En 1655, on ajoute un unique collatéral au nord de la nef, terminé par la chapelle de la Vierge et du Rosaire. 
En 1828-1829, le pignon ouest est modifié par l’ajout d’un clocher.
L'édifice est classé au titre des monuments historiques en 1990.

## Architecture

### Extérieur
L’édifice présente un plan à deux vaisseaux terminé par un chevet droit.
La façade ouest a conservé sa porte renaissance. Celle-ci a perdu son fronton mais a conservé les deux colonnes qui l’encadrent et son décor sculpté. Au-dessus de la porte, un personnage sculpté a été identifié grâce aux initiales qui l’accompagne : OBR. Il s’agit d’Olivier Binesse, recteur de la paroisse à l’époque de la reconstruction de la façade ouest.

Alors que le mur sud a conservé en partie son élévation romane, le mur nord du XVIIe siècle présente une succession de pignons.

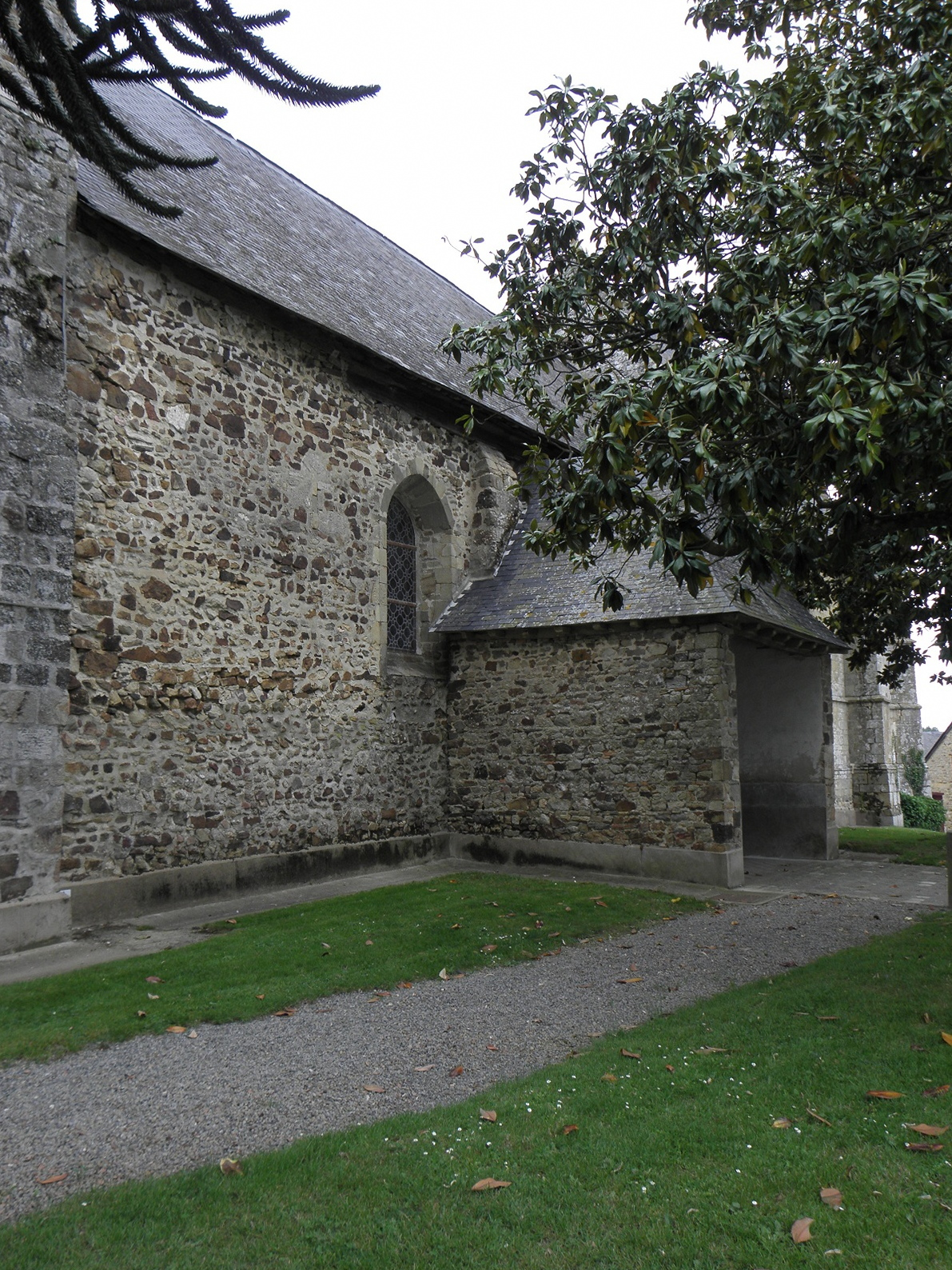
Sud de la nef, partiellement romane.
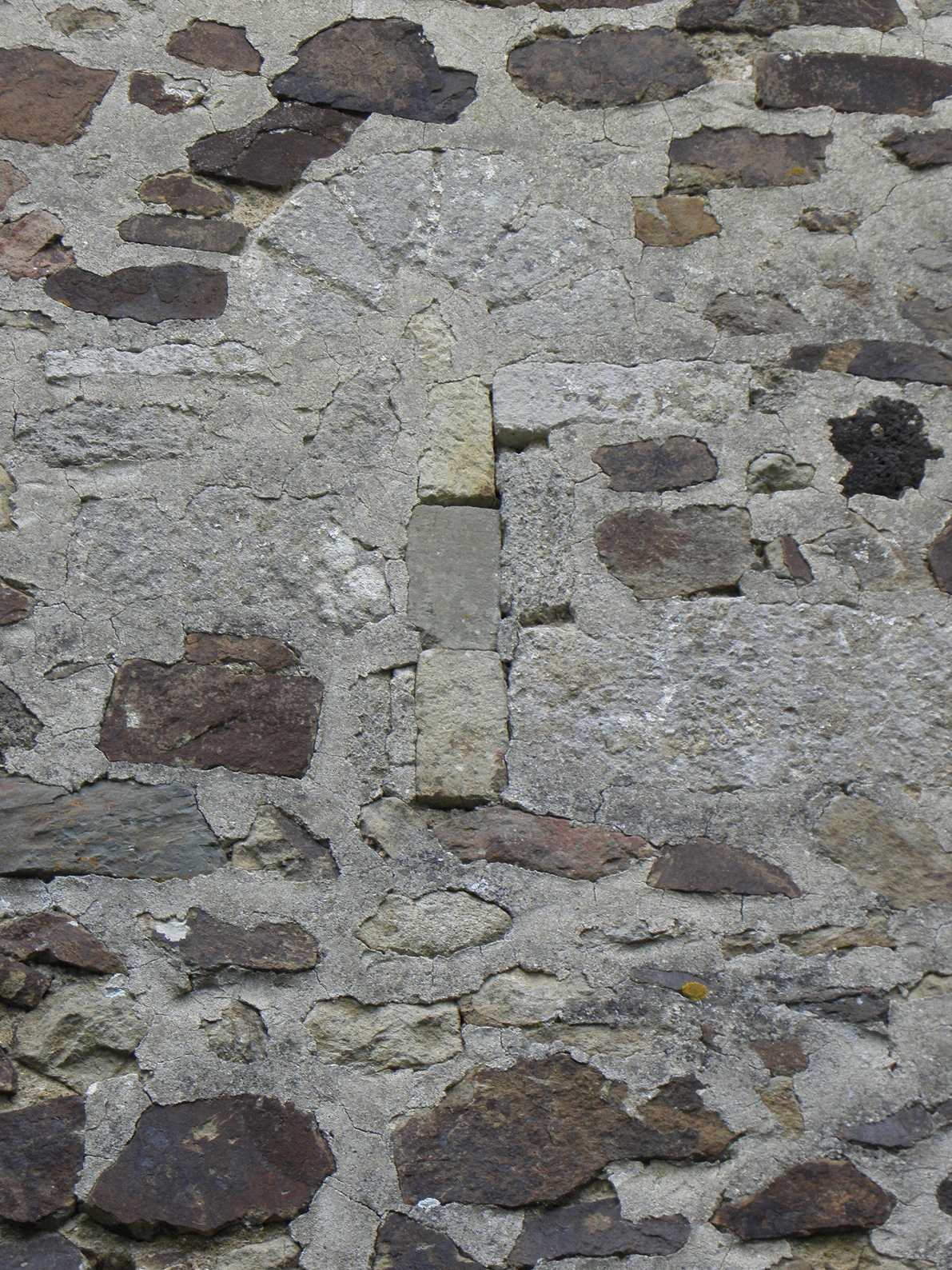
Fenêtre romane murée dans le mur sud
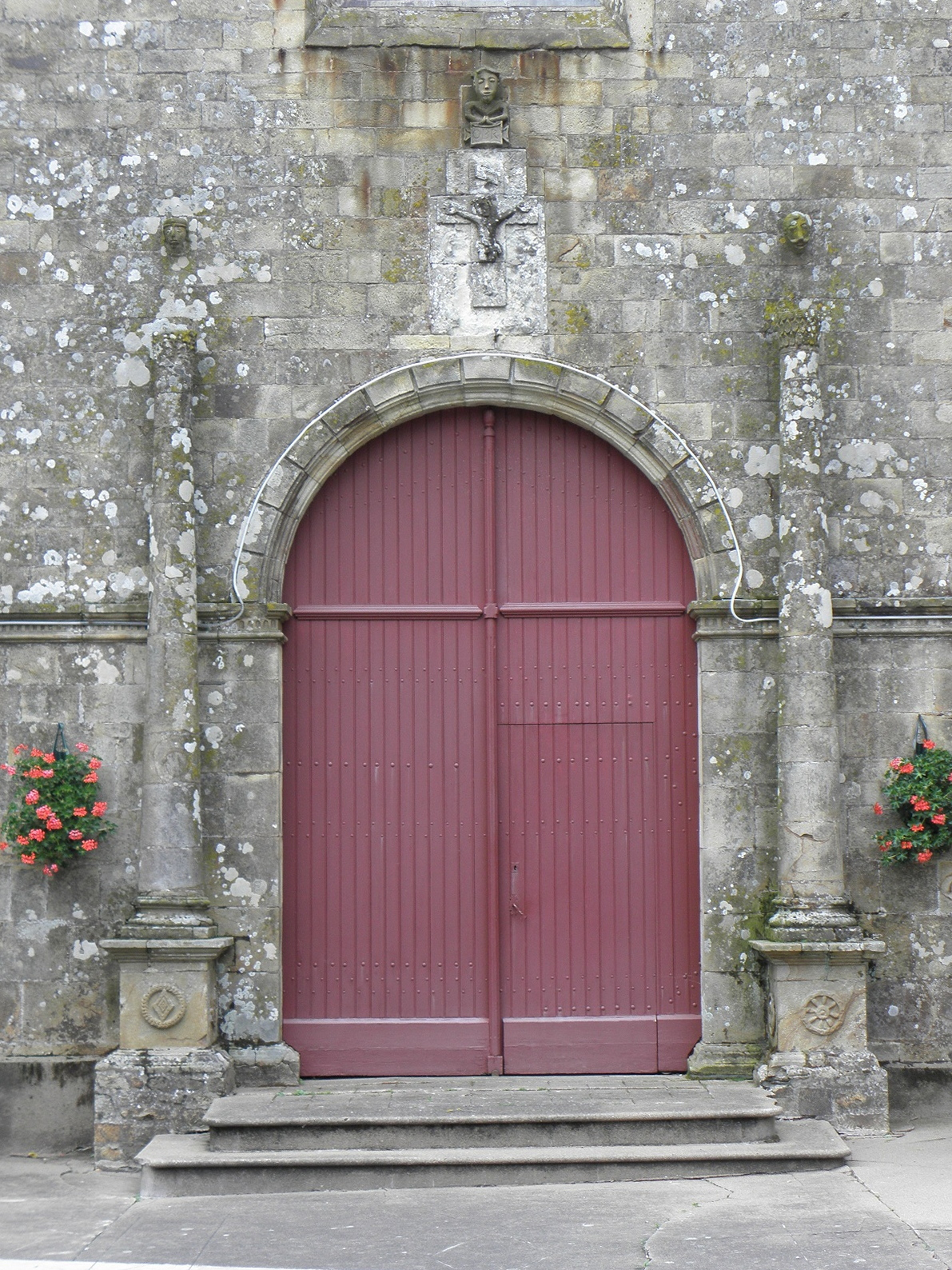
Porte ouest, XVIe siècle.
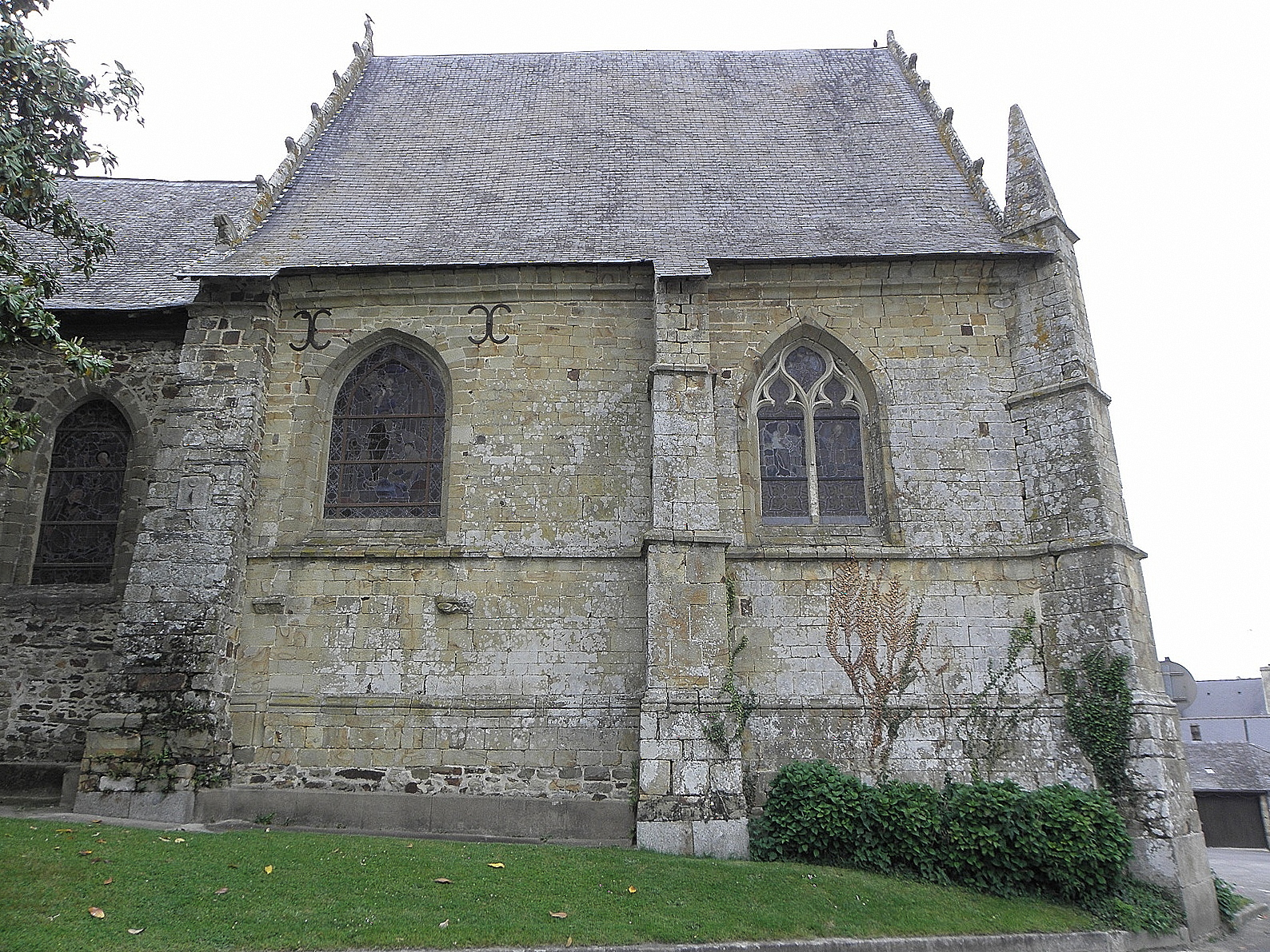
Chœur, XVIe siècle.
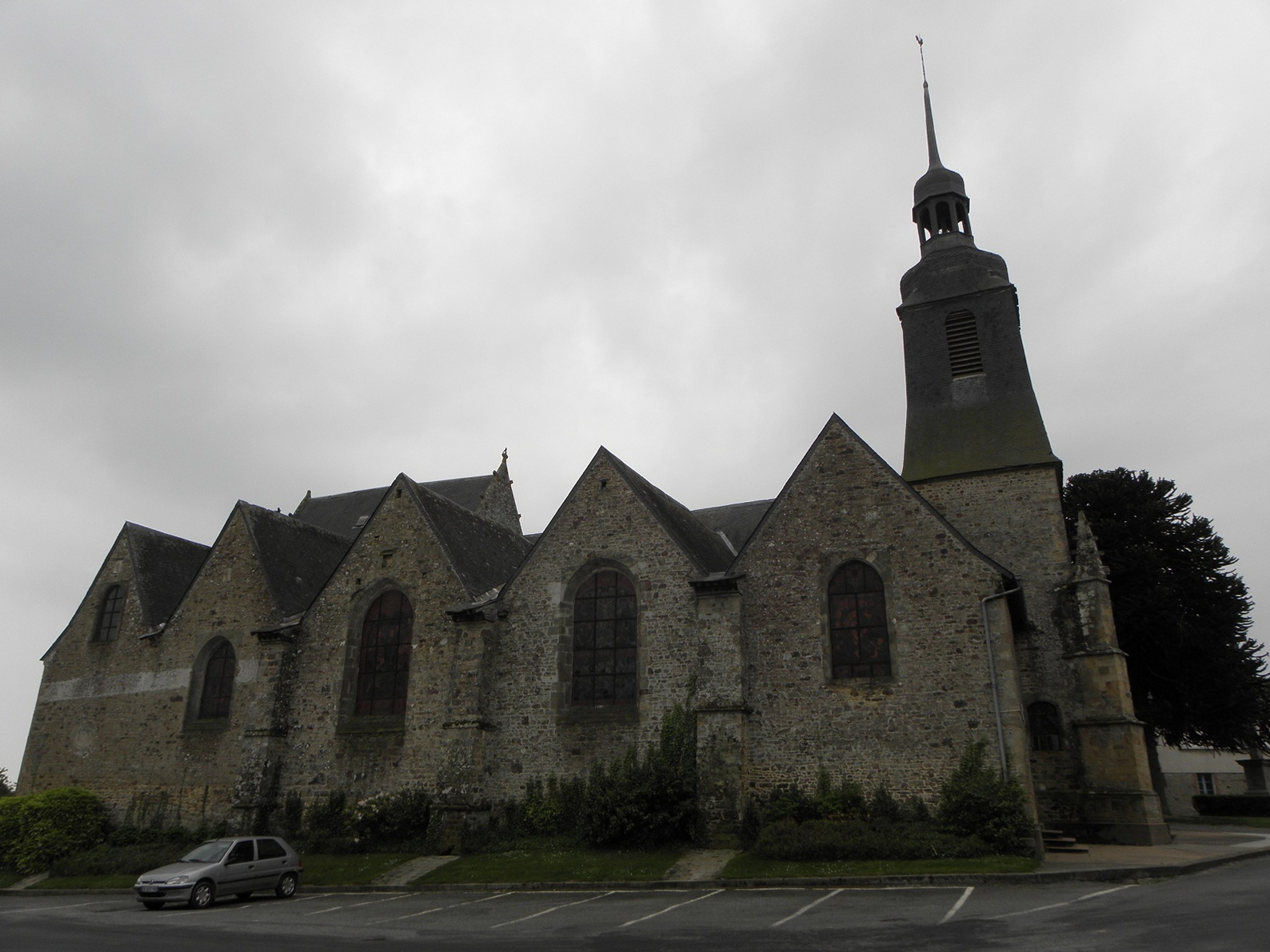
Elévation nord, XVIIe siècle.

### Intérieur
L’édifice est couvert de charpente.

Une tribune seigneuriale à balustrade en bois du XVIIe, située à l’étage au-dessus de la sacristie, ouvre sur le chœur. 

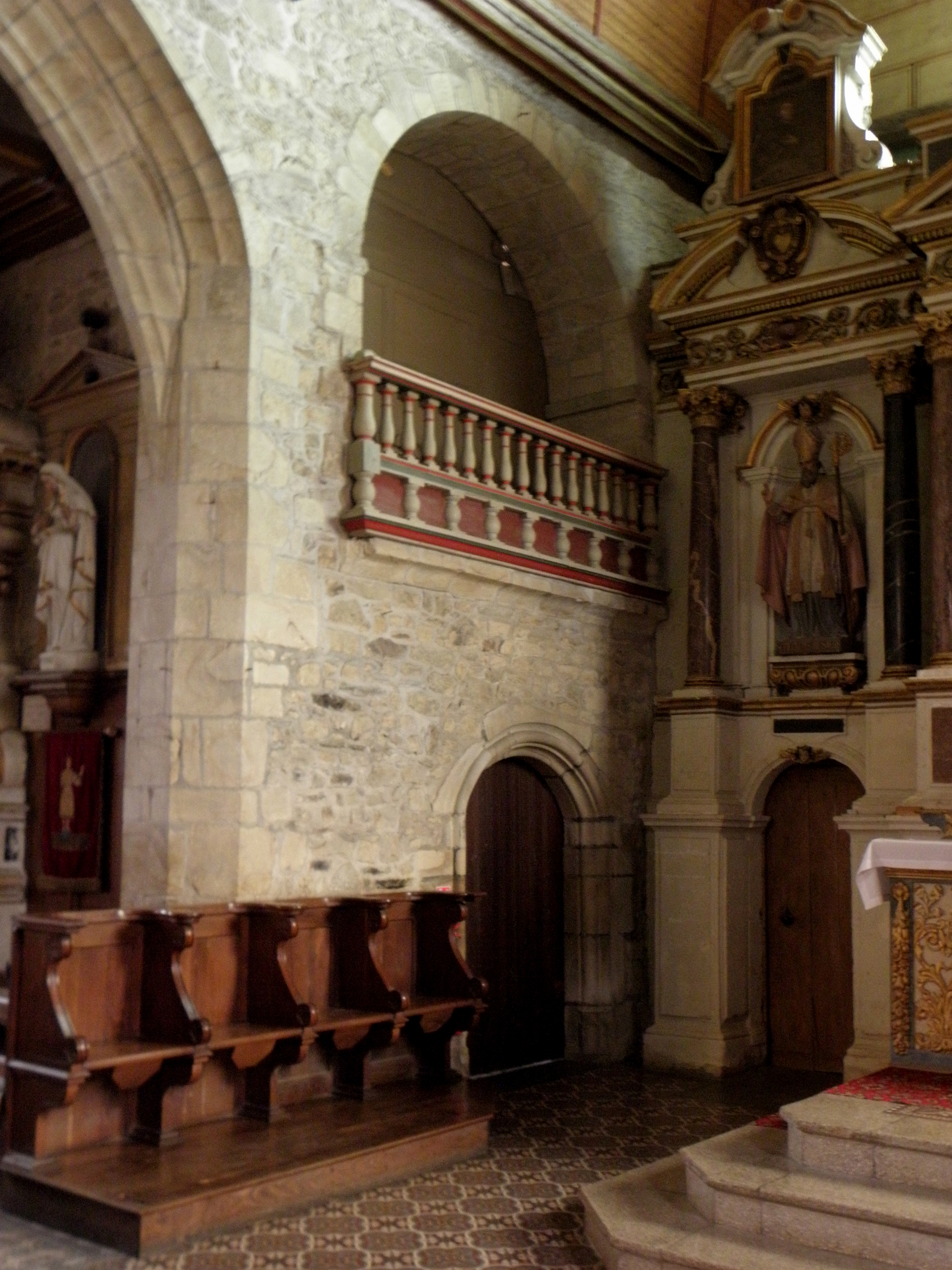
Tribune seigneuriale.

### Les vitraux

#### Les verrières classées duXVIesiècle
L'église Saint-Pierre de Visseiche conserve les fragments de quatre verrières du XVIe siècle ayant fait l'objet d'une mesure de classement avec l'ensemble de l'édifice par arrêté du 13 septembre 1990. Ils sont regroupés dans les baies 2 (première fenêtre sud du chœur) et 5 (fenêtre de la seconde travée du collatéral nord).
- Le vitrail de la Passion

Originellement cette verrière occupait la maîtresse-vitre. Datant des années 1550, son attribution au maître-verrier Michel Bayonne a été proposée mais demeure hypothétique. L'érection du retable du maître-autel au XVIIe siècle a relégué les quelques scènes rescapées d'un cycle de la Passion dans une baie du collatéral nord. L'œuvre, restaurée et complétée en 1880 par les ateliers Leconte et Colin de Rennes, est divisée en deux registres accueillant les scènes du portement de Croix et de la Crucifixion.
- Le vitrail de la Vierge à l'Enfant

Il s'agit d'une œuvre composite regroupant trois fragments de verrières des années 1530-1550 et fortement retouchée en 1921. Les deux lancettes sont occupées par un donateur à genoux, traditionnellement identifié comme Jacques de Champégé, seigneur de la Montagne, en prière devant une Vierge couronnée serrant de la main droite une grappe de raisin et portant l'Enfant Jésus bénissant et tenant un globe terrestre. Le tympan abrite quant à lui un homme agenouillé ayant pu appartenir à une scène d'un repas chez Simon.

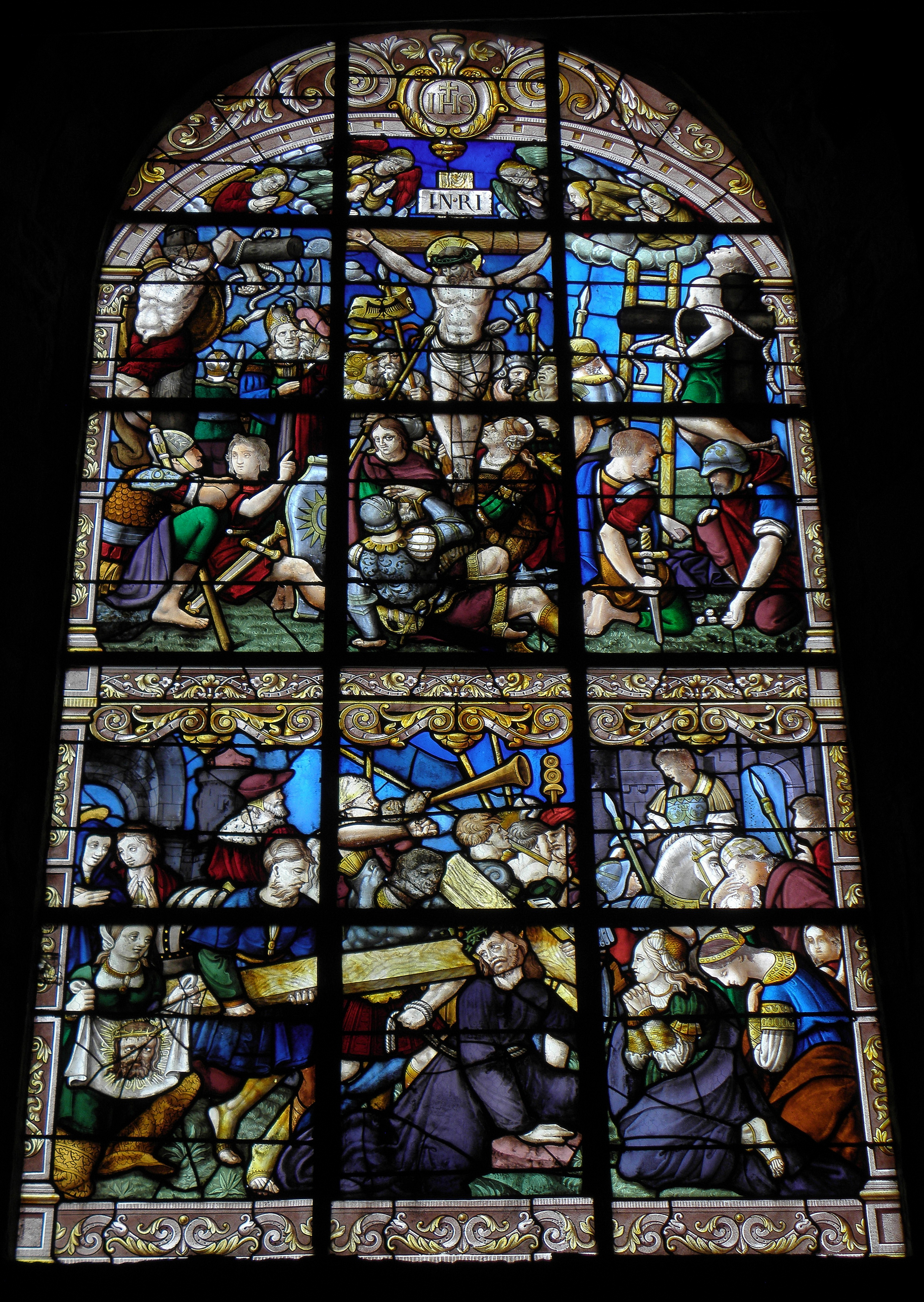
Portement de Croix et Crucifixion.
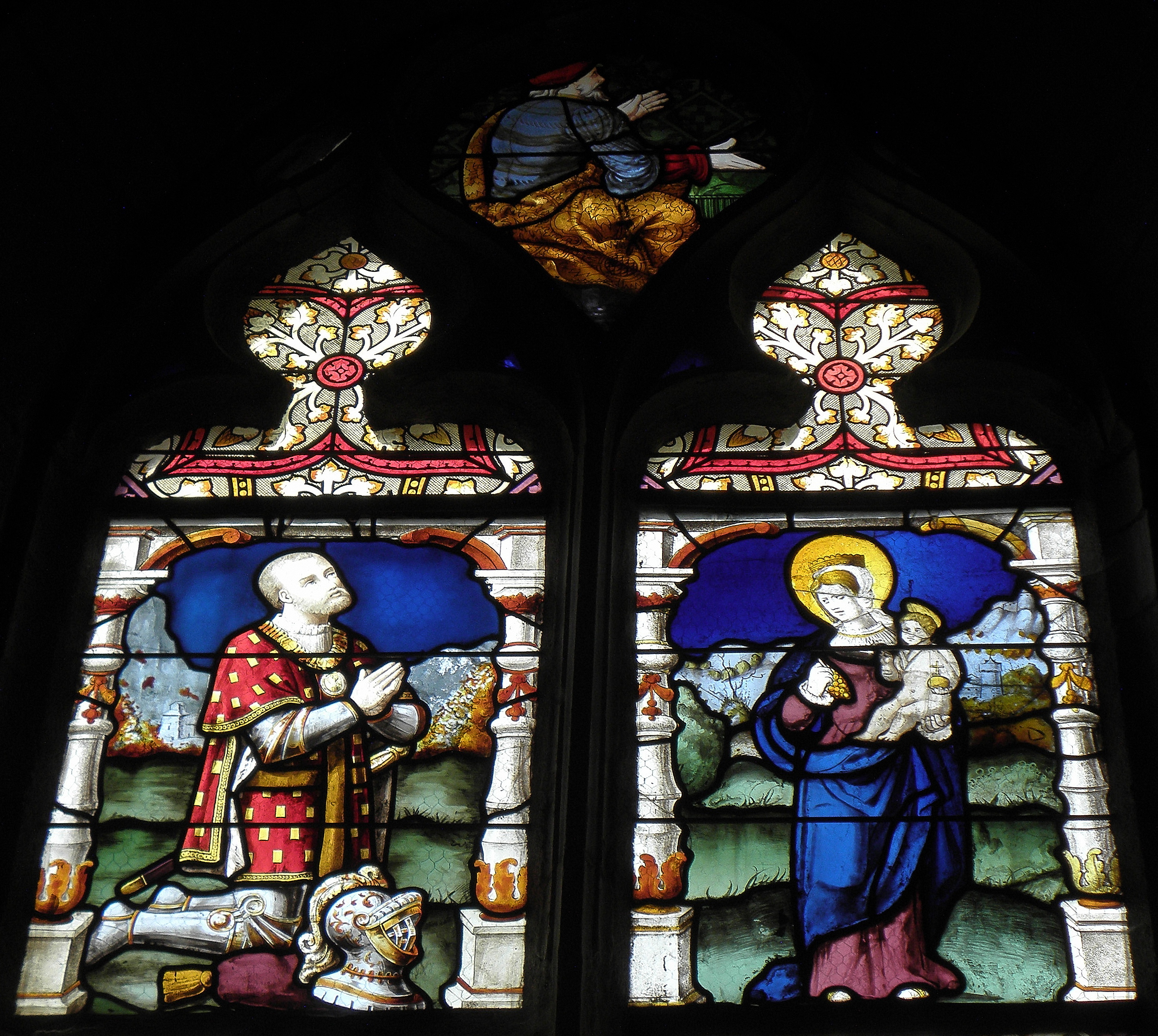
Le sieur de la Montagne en prière devant la Vierge à l'Enfant.

#### Les œuvres duXIXesiècle
L'atelier Leconte et Colin de Rennes a livré sept verrières à la paroisse de Visseiche de 1880 à 1882. Hormis la scène des apparitions de Lourdes dont la représentation témoigne de la ferveur mariale particulière au XIXe siècle, le sujet original d'une dernière communion de Saint-Jérôme, l'ensemble du corpus tourne autour de la figure du Christ en des thématiques et figurations somme toute assez conventionnelles.

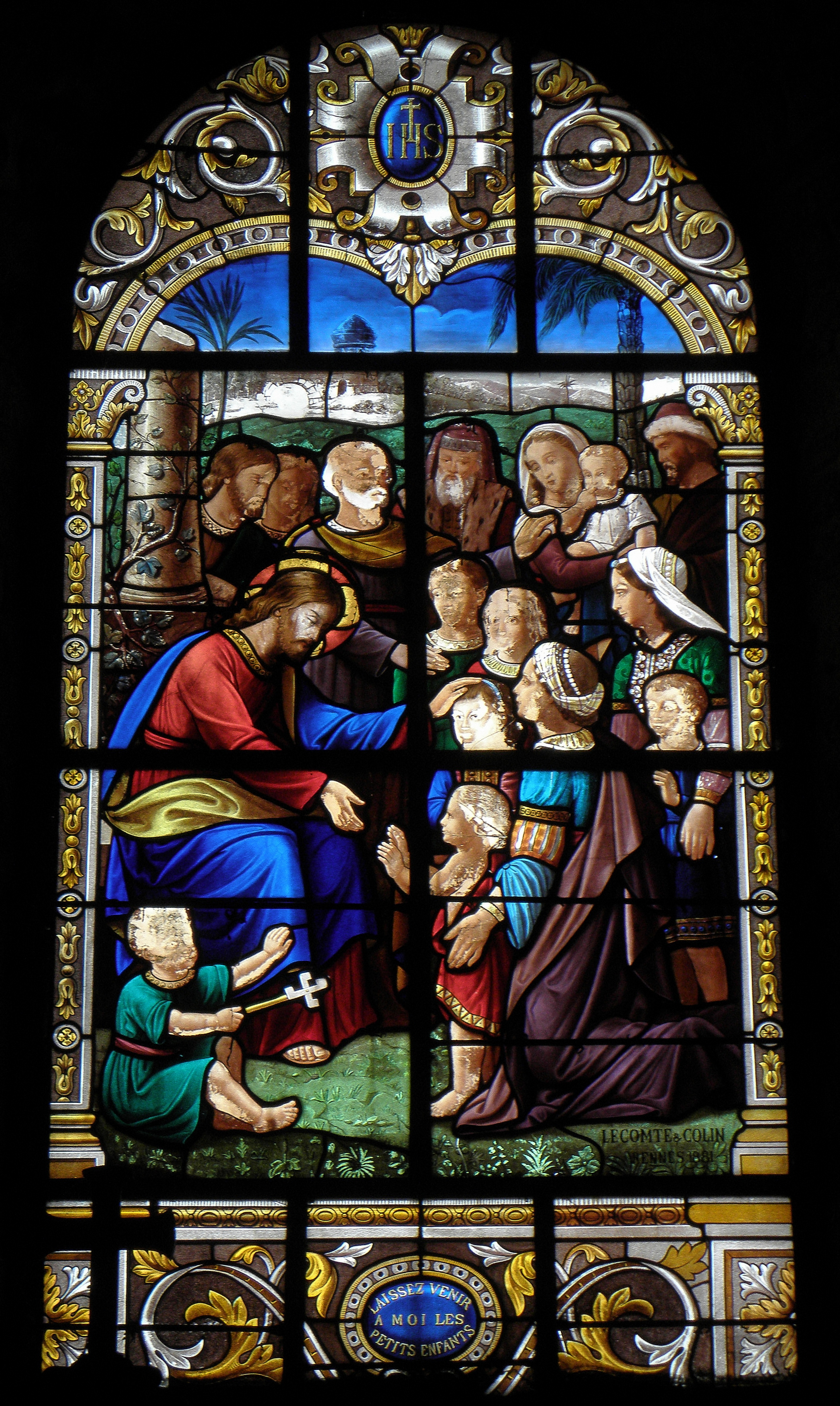
Laissez venir à moi les petits enfants.
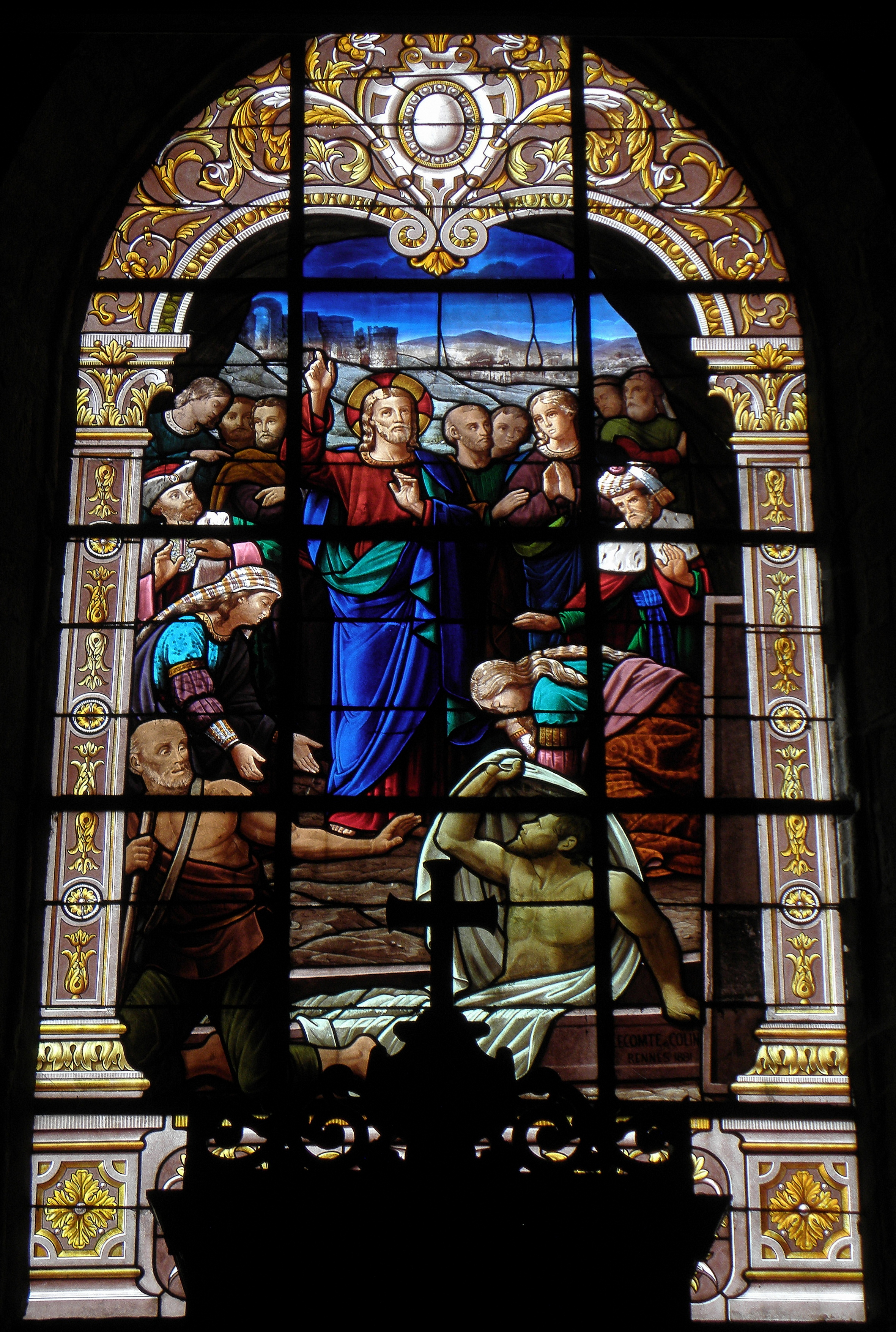
Résurrection de Lazare.
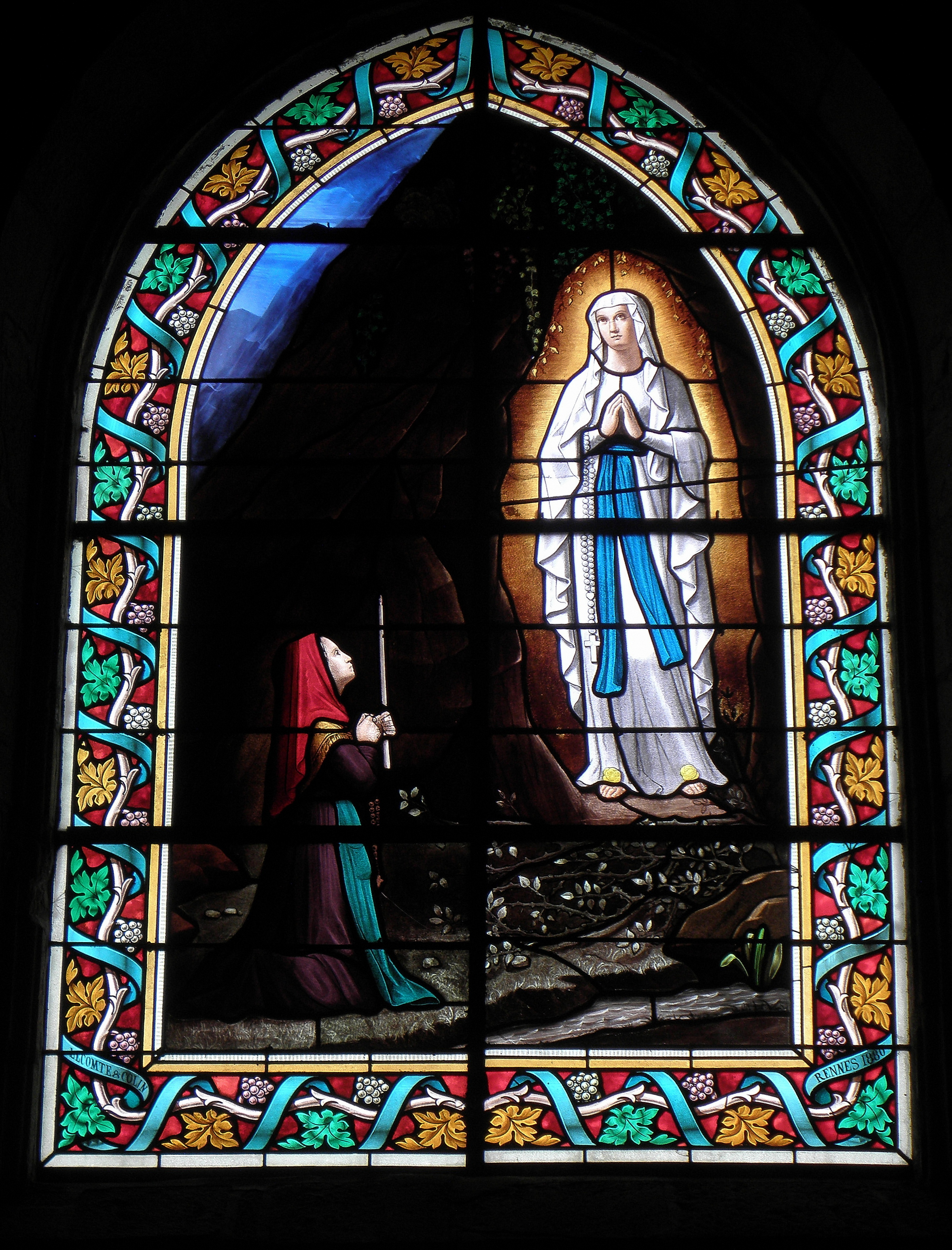
Apparitions de Lourdes.
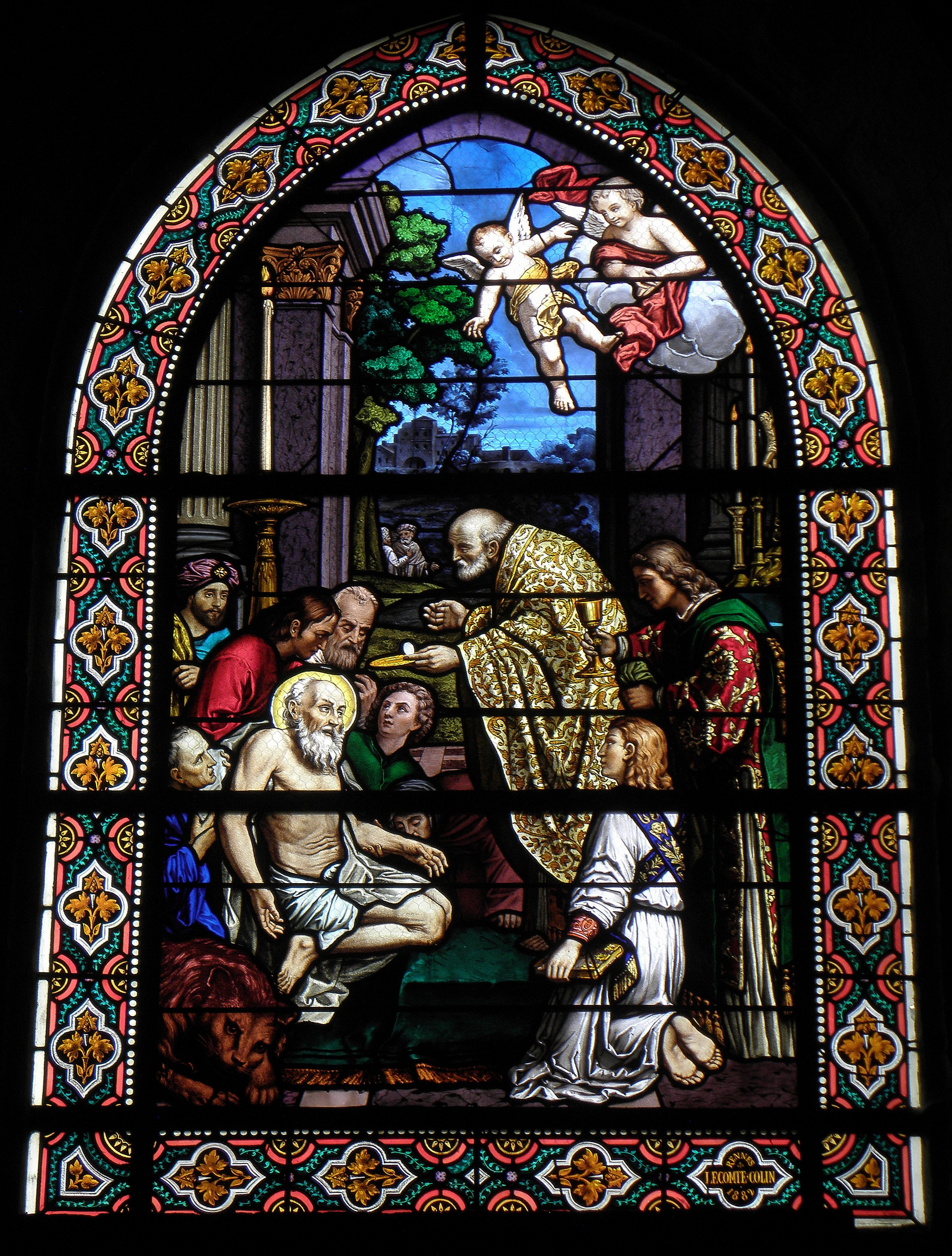
Dernière communion de Saint-Jérôme.
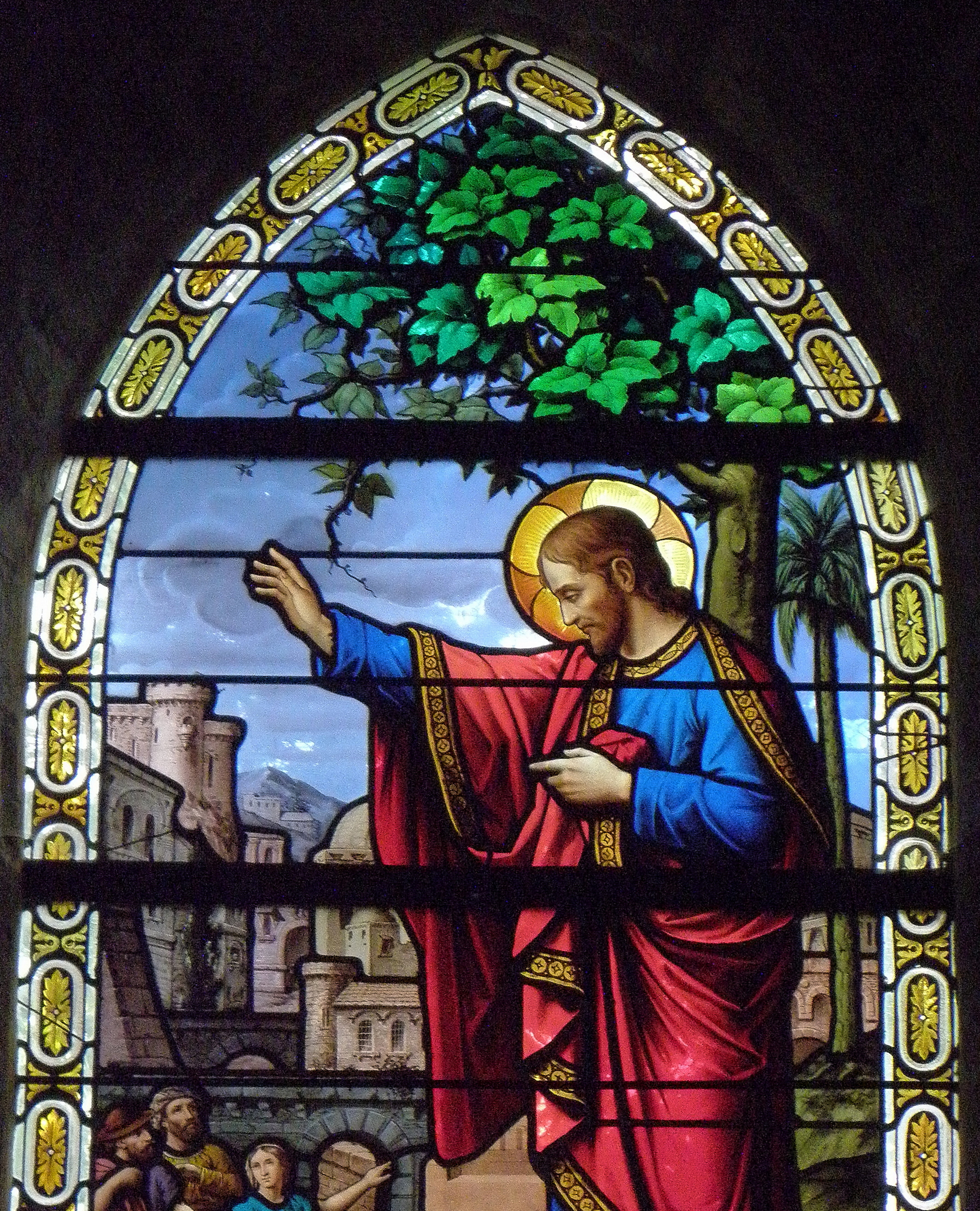
Au mon peuple, que t'ai-je fais ?
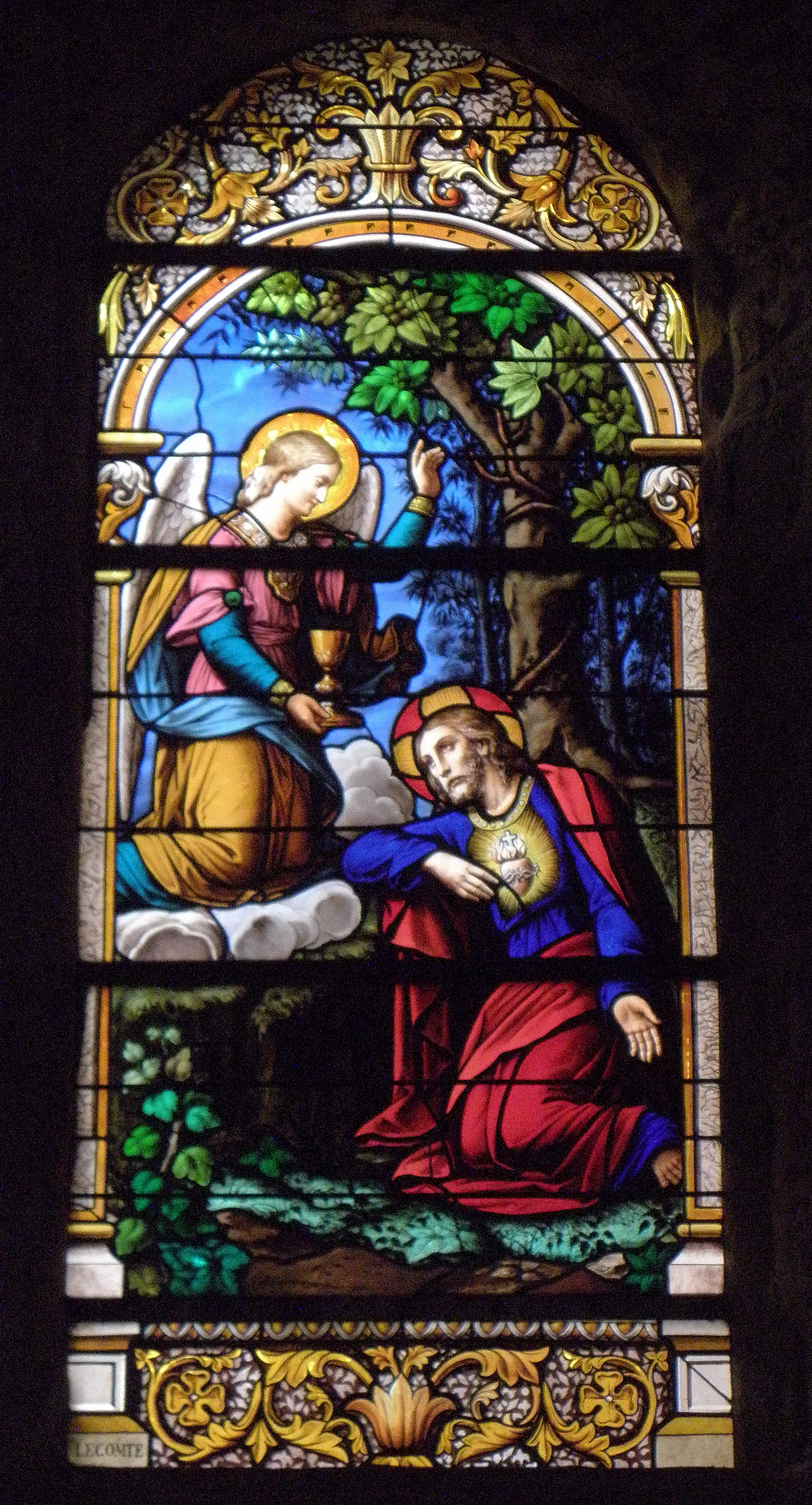
Agonie à Gethsémani.
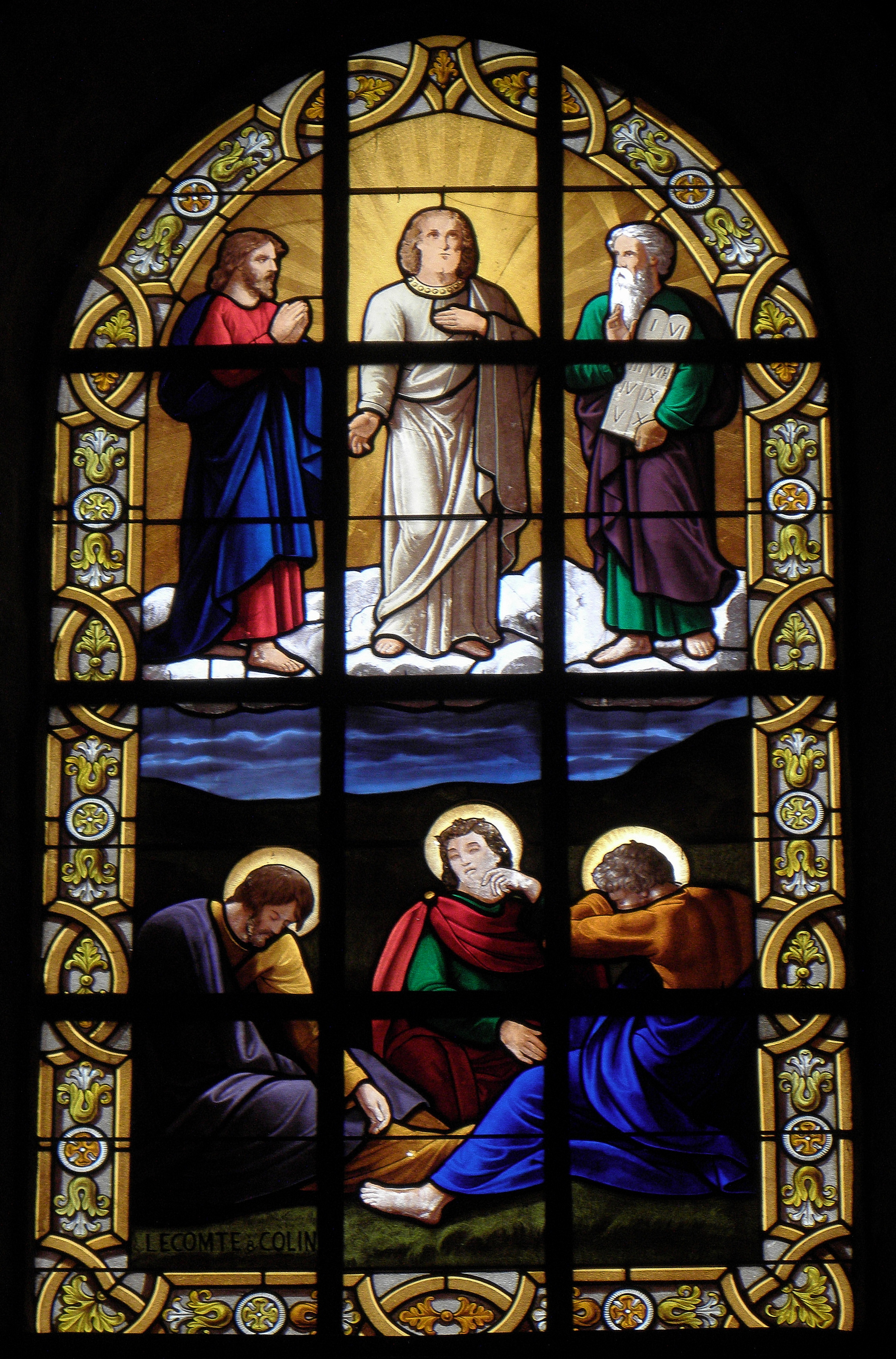
La Transfiguration.

## Mobilier

### Les retables lavallois
- Le maître-autel et son retable

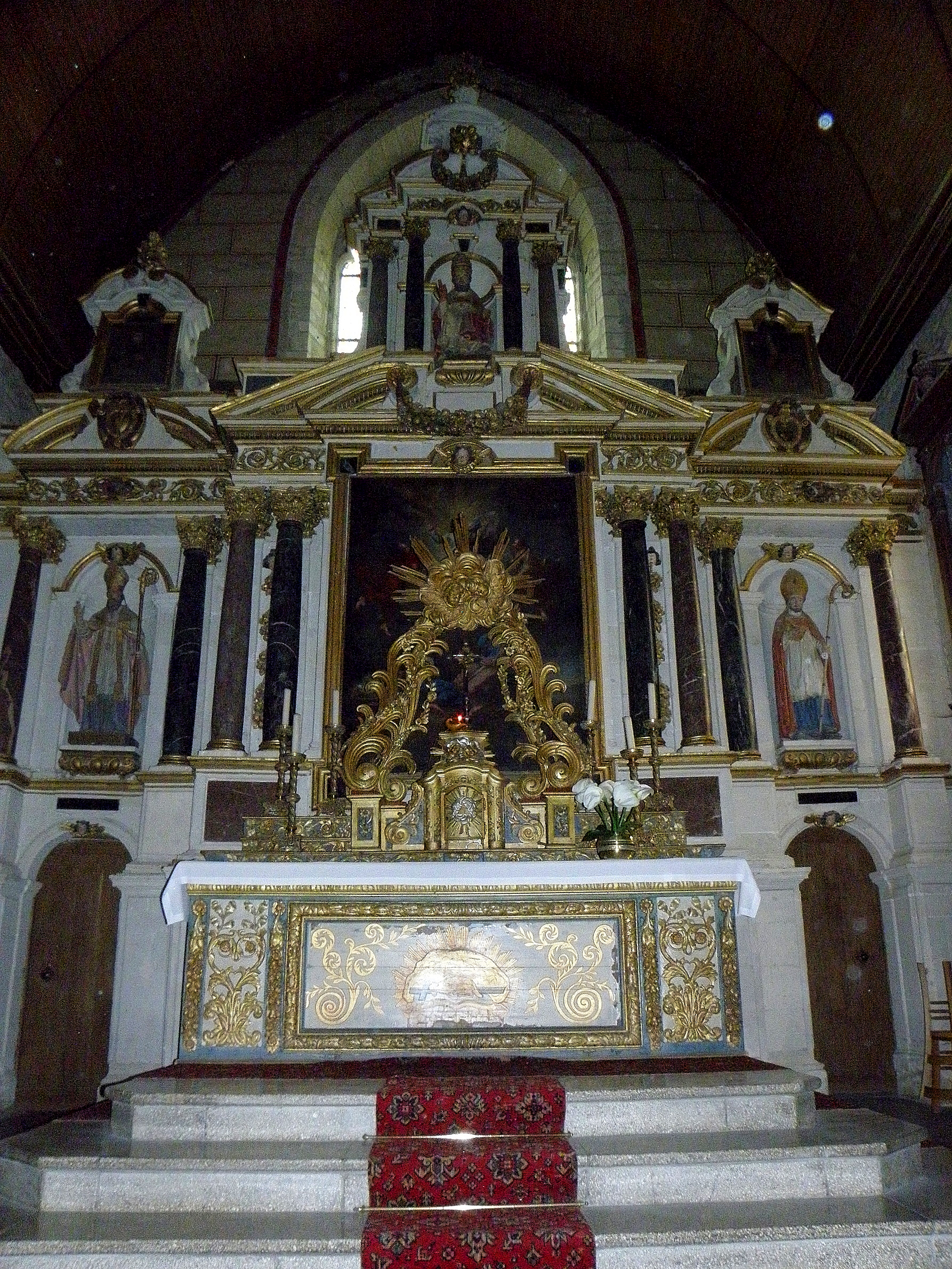
Le maître-autel et son retable.

Le retable du maître-autel fit l'objet en 1638 d'un marché avec l'architecte lavallois Jean Martinet (v.1608-1649). Il s'agit d'une œuvre de pierre et marbre sensiblement transformée depuis sans que l'esprit originel en ait été profondément altéré. La composition s'articule autour de trois sections verticales contrebalancées par trois niveaux horizontaux (soubassement, partie médiane, second étage). 
Toute la structure gravite autour de l'autel et du tabernacle, ce dernier magnifié par un dais d'exposition, l'ensemble de ces éléments datant des années 1730 et revêtant une grâce toute rocaille. Un emmarchement de trois degrés solennise, conformément aux principes du Concile de Trente, la fonction sacerdotale et la célébration du mystère eucharistique. Le retable, antérieur de près d'un siècle, empreint d'une rigueur somme toute assez classique, sert d'écrin aux lieux d'exercice du saint ministère.
La théâtralisation du culte joue de l’opposition des matières (tuffeau et marbre/bois) et des couleurs (blanc, rose et noir/or).

### L'orgue

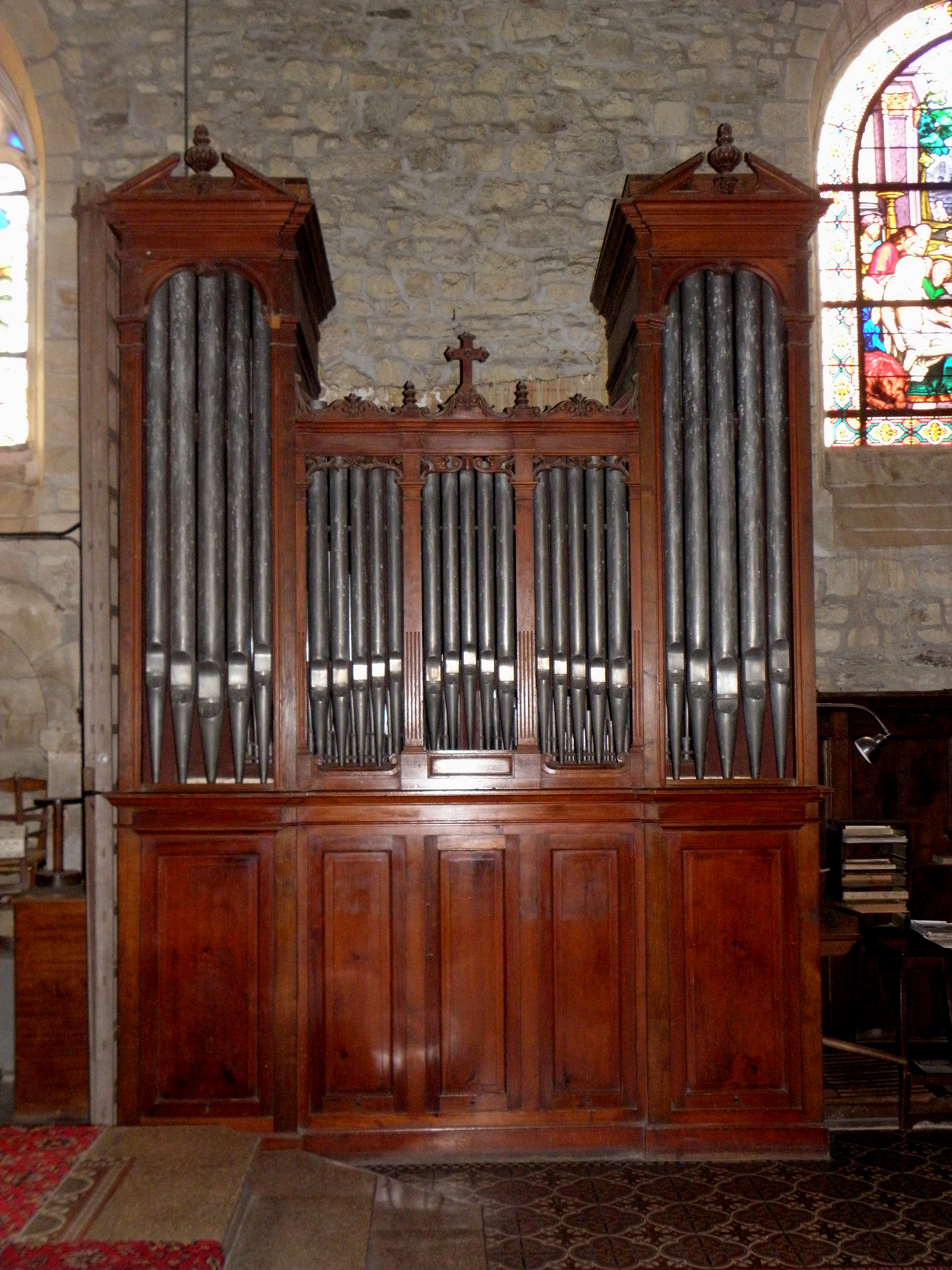
L'orgue de l'église Saint-Pierre de Visseiche.

L'orgue de l'église Saint-Pierre de Visseiche a été construit en 1890 par Georges Claus, fils de Jean-Baptiste Claus, ancien contremaître de Cavaillé-Coll installé à Rennes et auteur notamment des grandes orgues de l'église Notre-Dame-en-Saint-Melaine. La composition de cet instrument, initialement romantique, a été entièrement transformée en 1962 par le facteur d'orgue manceau Yves Sévère sous la direction de l'abbé Brault, organiste de l'église Saint-Martin de Vitré.
L'instrument est placé le long de la costale sud du chœur. Il est logé dans un buffet de style néo-Renaissance à un étage porté par un haut soubassement. Deux tourelles de 5 tuyaux encadrent une large plate-face centrale à la composition tripartite (5/5/5). Le clavier, en fenêtre, se trouve à droite de l'orgue. La transmission est mécanique. 
| I. Grand-Orgue Do1–Sol5 56 notes                                                                          | Pédale Do1–Sol2 20 notes |
| --- | ------------------------ |
| Montre 8 Bourdon 8 (basses/dessus) Prestant 4 Doublette 2 Plein Jeu III rangs Trompette 8 (basses/dessus) | En tirasse               |

Accessoires :
- Tirasse
- Appel Trompette